# Arlo Guthrie
Arlo Davy Guthrie (10 de julio de 1947) es un cantante estadounidense de folk. Como su padre, Woody Guthrie, Arlo canta canciones de protesta. Uno de sus trabajos más conocidos es "Alice's Restaurant Massacree", un blues cantado satírico de 18 minutos.
Es uno de los artistas que tocó en Woodstock. También lo hizo en el recordatorio del 50.º aniversario realizado en el Museo de Bethel hacia 2019.

## Discografía
- Alice's Restaurant (1967)
- Arlo (1968)
- Running Down the Road (1969)
- Alice's Restaurant Soundtrack (1969)
- Washington County (1970)
- Hobo's Lullaby (1972)
- Last of the Brooklyn Cowboys (1973)
- Arlo Guthrie (1974)
- Together In Concert (1975)
- Amigo (1976)
- The Best of Arlo Guthrie (1977)
- One Night (1978)
- Outlasting the Blues (1979)
- Power of Love (1981)
- Precious Friend (1982)
- Someday (1986)
- All Over the World (1991)
- Son of the Wind (1992)
- 2 Songs (1992)
- More Together Again (1994)
- Alice's Restaurant - The Massacree Revisited (1996)
- Mystic Journey (1996)
- This Land Is Your Land: An All American Children's Folk Classic (1997)
- BanjoMan - a Tribute to Derroll Adams (2002)
- Live In Sydney (2005)
- In Times Like These (2007)
- 32¢ Postage Due (2008)
- Tales of '69 (2009)

### Colectivos
- Philadelphia Folk Festival - 40th Anniversary (1999)